# Hegyalja út (Miskolc)
A Hegyalja út egy főút Miskolc nyugati részén, Felsőgyőr városrészben. A 2505-ös közút szakaszát képezi, Felsőgyőr leghosszabb, legjelentősebb útja. Délkelet-északnyugati irányú, párhuzamosan fut a Szinva patakkal, keresztezi a Szinvába torkolló Köpüs-patak. 
A Hegyalja út a város felől az Árpád út folytatása; része a köznyelvben „Európa leghosszabb főutcája” nevet viselő útnak, amely azonban pontatlan; a Bajcsy-Zsilinszky út – Széchenyi István utca – Hunyadi utca – Tizeshonvéd utca – Győri kapu – Andrássy utca – Kiss tábornok út – Árpád út – Hegyalja út összesen valóban egy 12 km hosszú utcát alkot, de ezek különböző nevet viselnek, és főutcának csak a Széchenyi utcát szokás nevezni. Az út a Vadas Jenő utcában folytatódik Alsó-, Felsőhámor és Lillafüred felé, északnyugati vége beér a Bükki Nemzeti Parkba.
A kétsávos út zöldövezeti jellegű városrészen halad át, kétoldalt családi házak szegélyezik.

## Nevezetességei
Itt található a Diósgyőri Papírgyár és Papíripari Múzeum (Hegyalja út 203/1). Az út Bükk felé eső végén található a Herman Ottó Emlékpark (Hegyalja út, hrsz. 31329/1), vele átellenben található a leágazás a Csanyik (Majális-park, Állatkert) felé.

## Közlekedés
Az Árpád út felé eső végén található Felső-Majláth végállomás fontos közlekedési csomópont. A város felől érkező 1-es villamos, 54-es busz, 69-es busz idáig közlekedik, az 1-es busz áthalad Felső-Majláth végállomáson és továbbhalad a Hegyalja úton, az 5-ös, 15-ös és ZOO buszok pedig Felső-Majláth végállomásról kiindulva a Hegyalja úton haladnak át Lillafüred, Ómassa illetve az Állatkert irányába. Az utat keresztezi  a lillafüredi kisvasút, melynek két szárnyvonala itt, a Papírgyárnál ágazik el, és forgalmi telepe is a Hegyalja út mellett van.